# رفائع الجمش (الدوادمي)
رفائع الجمش، هي قرية من فئة (أ) تقع في محافظة الدوادمي، والتابعة لمنطقة الرياض في السعودية. وتبعد رفائع الجمش عن محافظة الدوادمي بمسافة تقارب (74) كم.